# Jean Marembert
Ne doit pas être confondu avec Jean Marimbert.
Jean Auguste Marembert est un peintre et illustrateur français du surréalisme né à Bourbon-l'Archambault le 11 juillet 1900 et mort à Paris le 12 octobre 1968. Victime d’une hémiplégie en 1966, qui le laisse paralysé du côté droit et privé de l’usage de la parole, il se suicide deux ans plus tard par injection d’air, provoquant une embolie gazeuse et non par pendaison, comme certaines sources l’indiquent.

## Biographie
Jean Marembert fonde un groupe avec Louis Cattiaux, Étienne Béothy, Pierre Ino et René Paresce. Ensemble, ils publient le manifeste transhyliste, qui a pour ambition d'élever leur art « au delà de la matière, par les routes de l'âme, par les sentiers de l'esprit ».
Il expose au Salon des indépendants en 1929 et au Salon des Tuileries en 1939.
Il illustre le livre de Pétrus Borel, Champavert – Les contes immoraux et les poèmes de Fernand Marc.
Certaines de ses œuvres sont conservées au musée d'Art moderne de Paris[réf. nécessaire].

## Illustrations
- Fernand Marc, Quatre poèmes ornés de quatre compositions originales, 1930.
- Pétrus Borel, Champavert : Les Contes immoraux, 1947.